# ليو غولدستاين
ليو غولدستاين (بالإنجليزية: Leo Goldstein)‏ هو لاعب كرة قدم وحكم كرة قدم أمريكي، (و. 1917  م).